# Insomnium
Insomnium je finski sastav melodičnog death metala osnovan 1997. u Joensuuu. Tekstovi pjesama govore o tami, tuzi, boli i prirodi. Sastav svira melodični death metal s elementima doom metala i progresivnog metala.

## Članovi sastava
Sadašnji članovi
- Niilo Sevänen – bas-gitara, vokal (1997. – danas)
- Ville Friman – gitara (1997. – danas), vokal (2011. – danas)
- Markus Hirvonan – bubnjevi (1997. – danas)
- Markus Vanhala – gitara (2011. – danas)
- Jani Liimatainen – gitara, vokal (2019. – danas)

Bivši članovi
- Tapani Pesonen – bubnjevi, gitara (1997. – 1998.)
- Timo Partanen – gitara (1998. – 2001.)
- Ville Vänni – gitara (2001. – 2011.)

## Diskografija
Studijski albumi
- In the Halls of Awaiting (2002.)
- Since the Day It All Came Down (2004.)
- Above the Weeping World (2006.)
- Across the Dark (2009.)
- One for Sorrow (2011.)
- Shadows of the Dying Sun (2014.)
- Winter's Gate (2016.)
- Heart Like a Grave (2019.)
- Anno 1696 (2023.)

EP-ovi
- Where the Last Wave Broke (2009.)
- Ephemeral (2013.)
- Argent Moon (2021.)

Demoalbumi
- Demo 1999 (1999.)
- Underneath the Moonlot Waves (2000.)